# Laakhavens
De Laakhavens is een wijk, die deel uitmaakt van het Haagse stadsdeel Laak. Laakhaven is het water langs de Neherkade. De havens zelf staan via de Haagvliet of Trekvliet in verbinding met de Vliet tussen Delft en Leiden en omvatten onder andere een passantenhaven. De naam stamt af van het riviertje de Laak. De wijk wordt, sinds de ingrijpende wijzigingen waarbij deze het oorspronkelijk karakter van industriewijk verloor, soms ook wel aangeduid met Nieuw-Laakhaven.

## Geschiedenis
De wijk was het eerste gemeentelijk ontworpen industriegebied. Het huisvestte bekende namen zoals de melkfabriek De Sierkan, de fabriek van Felix kattenbrood en de meelfabriek van broodbakker Hus. De Laakhavens hadden lange tijd een slechte naam onder meer door de tippelzone aan de Waldorpstraat. Per 1 maart 2006 is deze gesloten.

### Herontwikkeling
Naar de Laakhavens wordt vanaf de snelweg gewezen door borden met het opschrift "Nieuw-Laakhaven". Deze naam geeft aan dat het gebied de laatste jaren een grote ontwikkeling heeft doorgemaakt. De oude bedrijfsgebouwen rond de havens zijn vrijwel allemaal gesloopt en het gebied wordt opnieuw ingevuld.
Het is een dichtbevolkt stukje Den Haag met veel hoogbouw, zoals de karakteristieke Lamel langs de Neherkade. Dit is het langste gebouw van Nederland. Het staat waar voorheen de doorlopende muur van het slachthuis stond. Een heel klein stukje van die muur is behouden. Voor het terrein van het voormalige Slachthuis heeft de Italiaanse architect Aldo Rossi in 1988 een nieuw ontwerp gemaakt. Hier neemt de hoogte van de bebouwing vlot af tot de eengezinswoningen aan het riviertje de Laak (1994). Van het slachthuis zijn nog twee poortgebouwen, een schoorsteen en een kenmerkende hal uit het begin van de 20ste eeuw bewaard gebleven, in het voetgangersgebied rond het stadsdeelkantoor van Laak.
In het gebied tussen de Laakhaven en het spoor is in 2000 het grootste overdekte winkelcentrum van de Benelux Haaglanden MegaStores geopend. Naast de Megastores is sinds 2008 een vestiging van het ROC Mondriaan. Vlak bij Station Den Haag HS is het nieuwe gebouw van de Haagse Hogeschool gevestigd. In dit gebied bevinden zich verder kantoren zoals 't Schip en andere bedrijven, en winkels zoals boekhandels en bouwmarkten. 
Met de herontwikkeling zijn sommige straten deels of geheel verdwenen of hebben nu een andere naam: 
- 1e van der Kunstraat bestaat alleen nog tussen Waldorpstaat en Calandstraat; het 2e deel tot aan de knik in de weg heet nu Van der Kunstraat, en het 3e deel tot aan het Leeghwaterplein is geheel verdwenen.
- 2e van der Kunstraat: bestaat alleen nog als 'pleintje' bij de Megastores.
- 3e van der Kunstraat: heet nu Van der Kunstraat.
- 1e/2e/3e Waldorpdwarsstraat: deze zeer korte straatjes waren op de plaats van waar nu de Megastores is.
- 1e Lulofsdwarsstraat: 1 deel bestaat nog, het 2e deel heet nu Lobattostraat.
- 2e Lulofsdwarsstraat: bestaat niet meer. Op die hoogte zijn nu  krappe bedrijfswegen die Theodor Stangstraat en Wentholtstraat heten.
- Leeghwaterstraat: liep van Calandstraat tot bijna aan de Rijswijkse weg; Alleen bij de Calandstraat is er een kort stukje van over.
- Cruqiusstraat: heet nu Stamkartplein. Voorheen was dit een zijstraatje van de Cruqiusstraat.
- Cruqiuskade: bestaat nog, maar eerste deel heet nu Stamkartplein.

Toegevoegde straten:
- Antonia Korvezeepark
- Enthovenplein
- Johan Ringersplein
- Johan van Veenplein
- Johanna Westerdijkplein
- Laakduiker
- Lobattostraat
- Meyerstraat
- Michaelisstraat
- Theodor Stangstraat
- Van Suchtelenstraat
- Verheeskade
- Verisstraat
- Vermuydenstraat
- Waterloop
- Wentholtstraat.

### Galerij

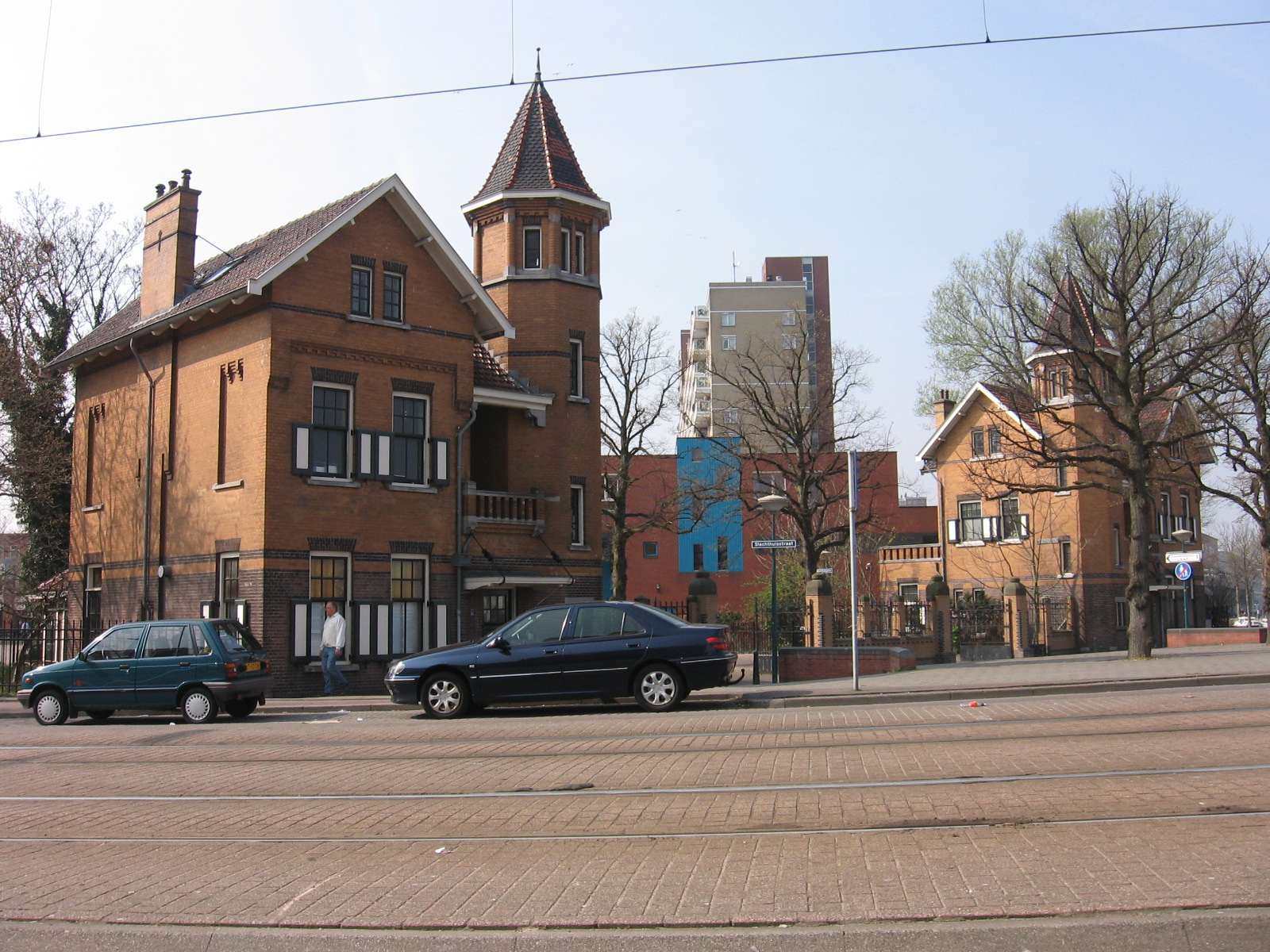
De poortgebouwen naar het slachthuisterrein aan de Neherkade
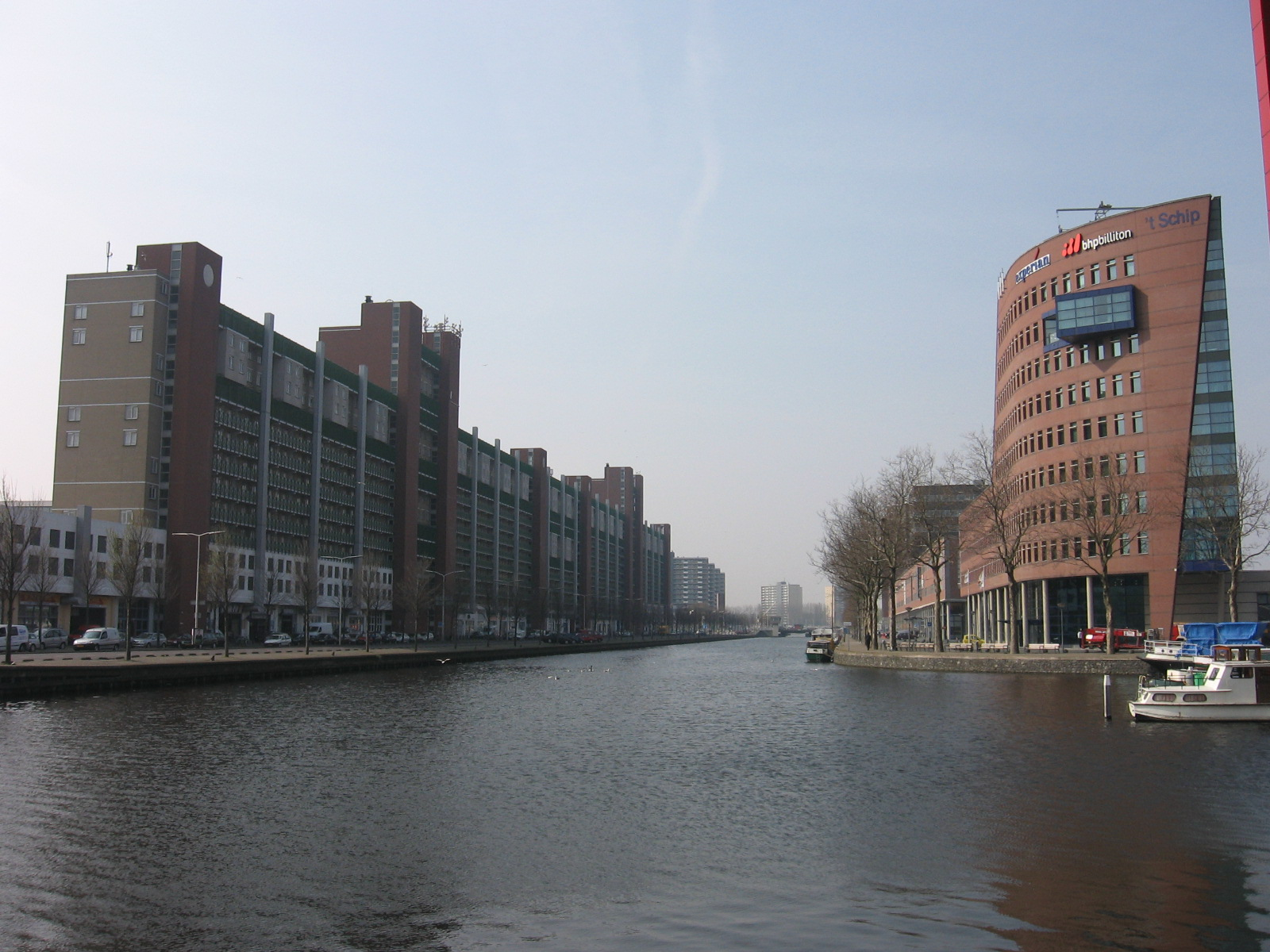
De Neherkade met links de flat De Lamel en rechts het kantoorgebouw 't Schip
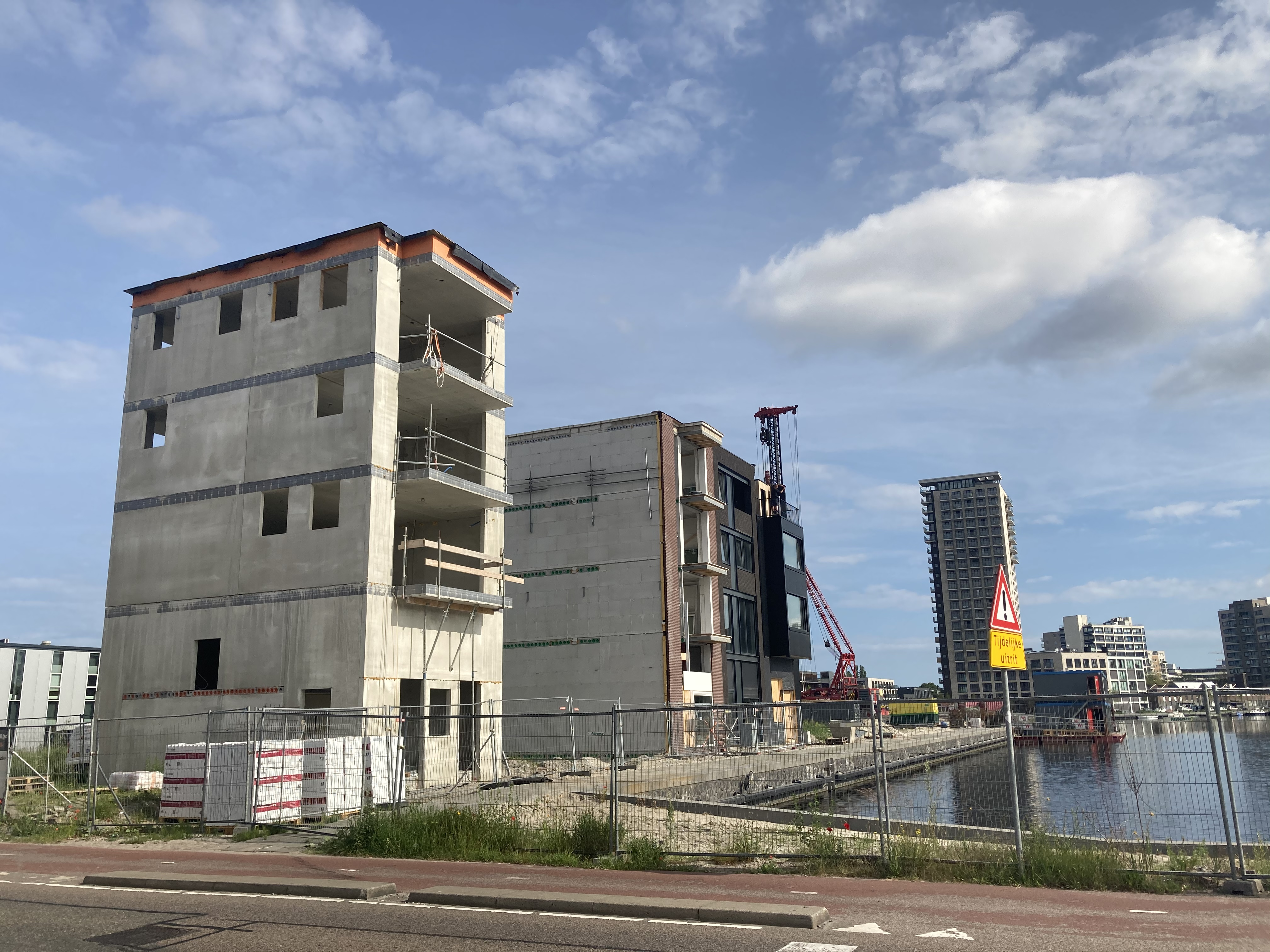
De Petroleumhaven met verschillende woningen in aanbouw in 2021

## Schipperskwartier

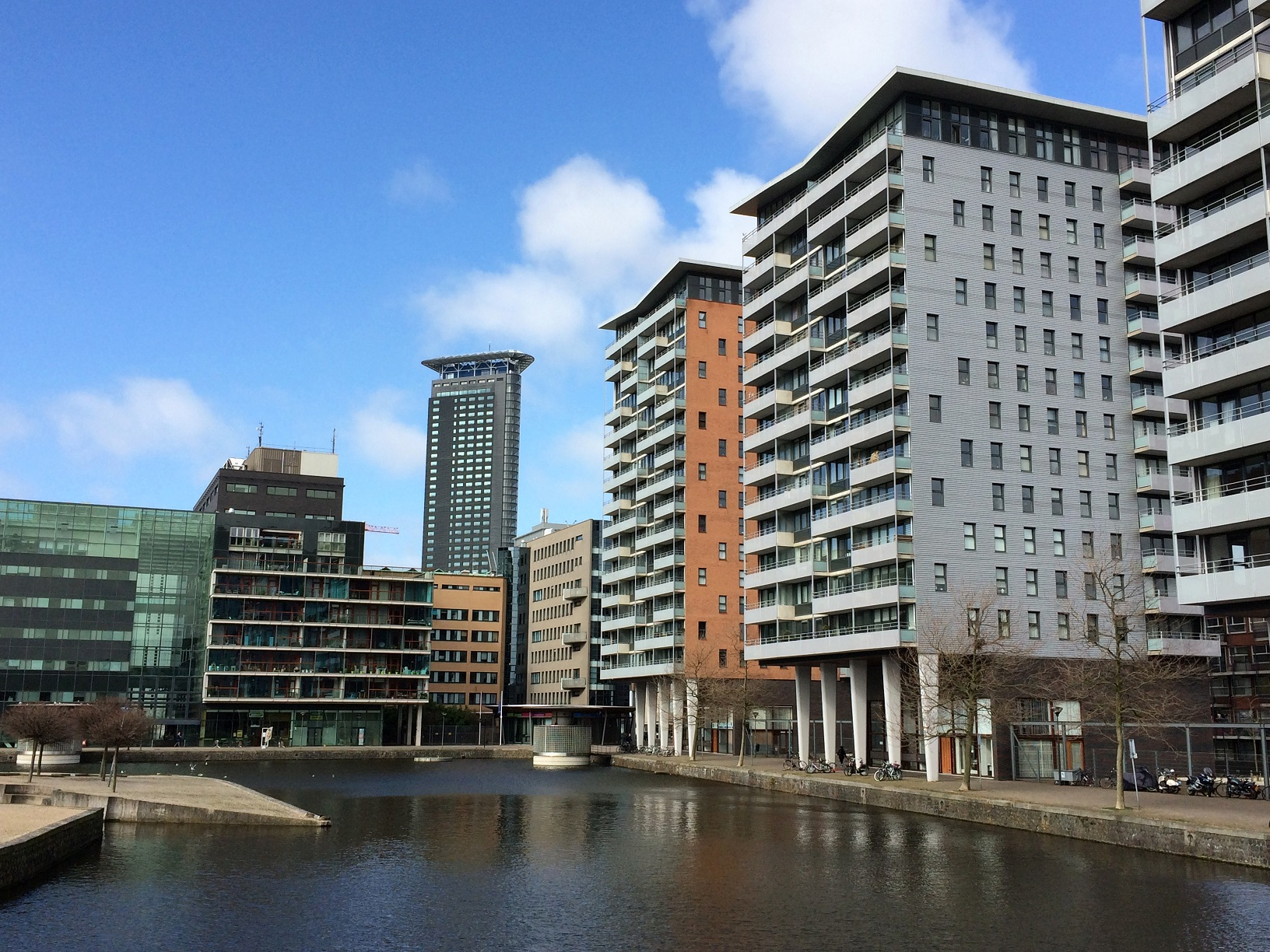
Recht zijn drie van de vijf appartementen aan de Fijnjekade te zien.

Het Schipperskwartier wordt begrensd door de Fijnjekade, het spoor, de Trekvliet en Laakhaven. Het wijkje, dat niet meer dan zo'n 300 x 400 meter groot is, wordt voor de helft omsloten door de Haagse Trekvliet en bovendien doorsneden door de Rijswijkseweg. De inwoners hebben veelal een recente migratieachtergrond.
Naast enkele winkels zijn er ook allerlei bedrijven aan de Rijswijkseweg en de Goudriaankade, onder meer garages. Aan de westkant van de Rijswijkseweg, aan de rand van Laakhavens, zijn eind jaren 90 vijf hoge appartementengebouwen gebouwd.

### Geschiedenis

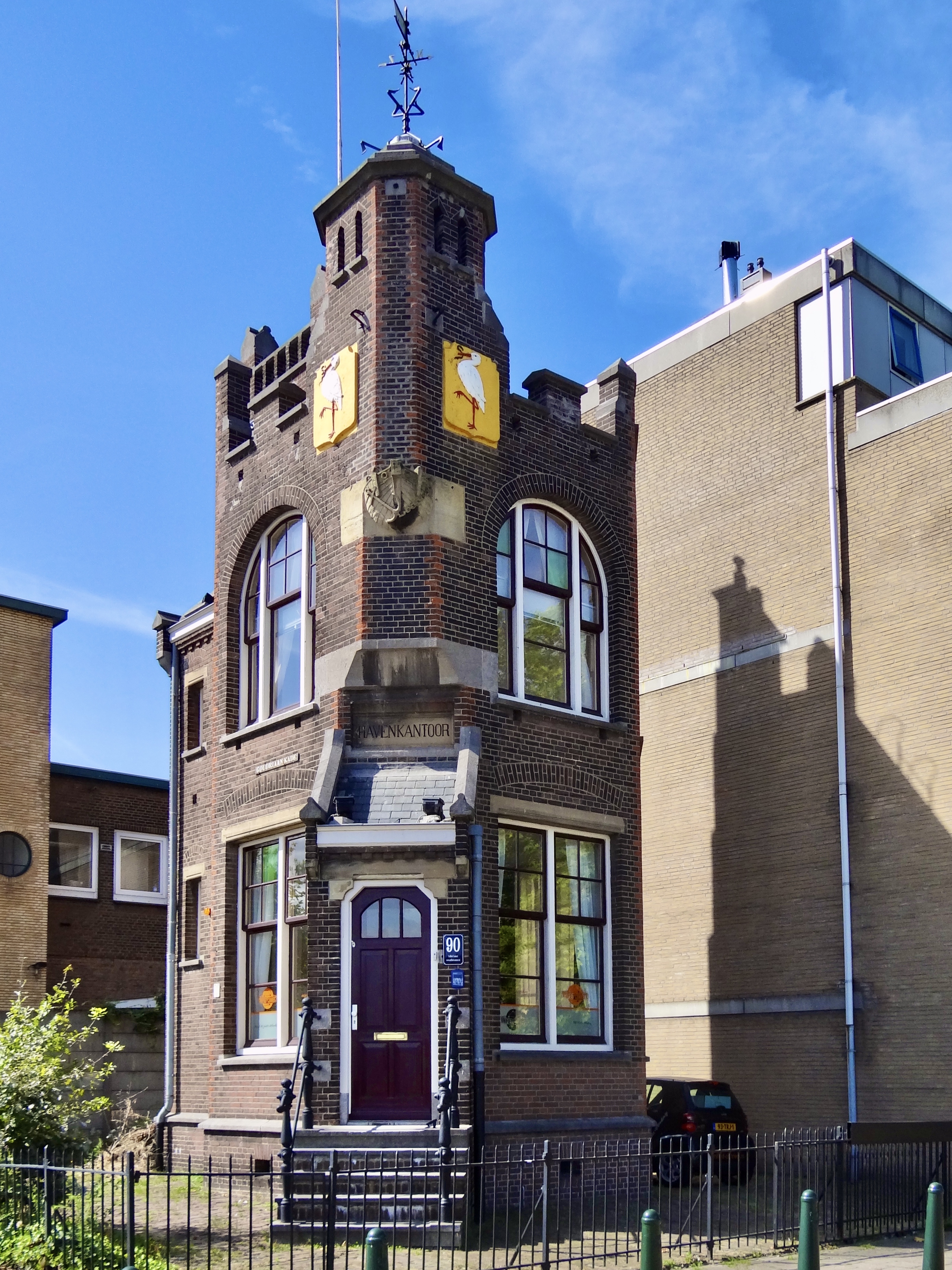
Voormalig havenkantoor uit 1900 aan de Goudriaankade, dat diende voor het innen van haven- en liggelden van schepen

Rond 1880 kwamen de weilanden waar later het Schipperskwartier gebouwd zou worden in handen van particuliere bouwondernemers. De eerste huizen kwamen aan de Rijswijkseweg met daarachter gelegen hofjeswoningen voor de Haagse arbeiders. Het waren uit winstoogmerk gebouwde groepen van kleine huisjes die pal achter de huizen aan de straat lagen. Doordat bouwvoorschriften nog vrijwel ontbraken hadden de bouwondernemers vrij spel; pas vanaf 1906 werden eisen gesteld aan de grootte en bouwtechnische kwaliteit van woningen. De binnenterreinen werden zo dicht mogelijk bebouwd met woningen van inferieure kwaliteit. De hofjesbebouwing van het Schipperskwartier kwam tot stand tussen 1881 en 1896. Enkele jaren later werd het zuidwestelijk deel van de wijk bebouwd. Vanwege de bouwtechnisch slechte staat zijn de hofjes inmiddels afgebroken.